# L’Oie
L’Oie település Franciaországban, Vendée megyében. Lakosainak száma 1264 fő (2022. január 1.). L’Oie Saint-Fulgent, Mouchamps, Sainte-Cécile, Sainte-Florence és Vendrennes községekkel határos.

## Népesség
A település népességének változása:

| 2021 | 1 259 |
| 2022 | 1 264 |